# Ernst Ziller
Ernst Ziller, właściwie Ernestos Moritz Theodor Ziller, (ur. 22 czerwca 1837 w Oberloessnitz w Radebeul, zm. 4 listopada 1923 w Atenach) – saksoński architekt, który na przełomie XIX i XX wieku pracował w Grecji.

## Życiorys
Ukończył Królewską Szkołę Architektury na Uniwersytecie Technicznym w Dreźnie w 1858 roku, następnie zaczął pracę w biurze duńskiego architekta Theophilosa Hansena. W 1861 roku nadzorował w jego imieniu budowę gmachu Akademii Ateńskiej, greckiej akademii nauk. W tym czasie wiele podróżował, studiując architekturę starożytną. W 1868 roku przejeżdża do Grecji na stałe, zakłada rodzinę i pozostaje tu aż do śmierci. W 1872 roku zostaje profesorem architektury w Szkole Sztuk w Atenach (poprzedniczka Narodowego Uniwersytetu Technicznego). Jego pierwszym zleceniem od dworu królewskiego był pałac w Tatoi. Później stał się popularny wśród arystokracji i burżuazji. Stworzył ponad 600 budowli użyteczności publicznej, dzięki czemu stał się najbardziej wpływowym architektem w Grecji początku XX wieku. W budynkach rządowych starał się nawiązywać do Grecji klasycznej, a w kościołach – do architektury Bizancjum. Prywatne domy projektował w stylu romantycznym i eklektycznym.

## Najważniejsze realizacje
- Teatr Narodowy, Ateny
- Nowy pałac królewski, obecnie siedziba prezydenta, Ateny
- rezydencja Stathatosa, Ateny
- Dworzec Kolei Peloponeskiej, Ateny
- Teatr Apollona, Patras
- Muzeum Numizmatyczne, Ateny
- rezydencja Andreasa Syngrosa, Ateny
- pałac w Tatoi, Ateny
- pałac Melas, Ateny
- Villa Atlanta, Ateny
- Ratusz, Ermoupolis, Syros
- Hotel Megas Alexandros, Omonoia Square, Ateny
- Stary Ratusz, Pyrgos
- Narodowa Szkoła Obrony
- Kościół św. Łukasza, Patisia
- Muzeum Archeologiczne, Aigio
- Kościół Eisodia, Aigio
- Katedra Panayia Faneromeni, Aigio

## Dzieła
1. Ueber die ursprüngliche Existenz der Curvaturen des Parthenon, w: Zeitschrift für das Bauwesen 1865.
2. Ausgrabungen am panathenäischen Stadion, w: Zeitschrift für Bauwesen 20, 1870.
3. Die antiken Wasserleitungen Athens, w: Mitteilungen des Deutschen Archäologischen Instituts in Athen, 2. Jahrg., S. 107–131, Athen 1877

## Źródła
- Ernst Ziller, The Architect Who Designed Modern Athens (j. angielski)
- Biografia ze zdjęciami (j. angielski)